# Michael McKenna
Michael Joseph McKenna (ur. 8 grudnia 1951 w Bairnsdale) – australijski duchowny rzymskokatolicki, od 2009 biskup diecezjalny Bathurst. 

## Życiorys
Święcenia kapłańskie przyjął 19 sierpnia 1983 w diecezji Sale. Był m.in. sekretarzem biskupim, kanclerzem kurii, pracownikiem sekretariatu Konferencji Episkopatu Australii, rektorem seminarium w Melbourne oraz kapelanem uniwersytetu w tymże mieście.
15 kwietnia 2009 papież Benedykt XVI mianował go biskupem Bathurst. Sakry udzielił mu 26 czerwca 2009 kardynał George Pell, arcybiskup metropolita Sydney.